# 1994年世界短道速滑团体锦标赛
1994年世界短道速滑团体锦标赛于1994年3月20日在加拿大剑桥举行。世界短道速滑团体锦标赛由国际滑冰联盟主办，该组织还举办速度滑冰和花样滑冰世界杯和锦标赛。
男队女队分开比，每队四名选手参加500米和1000米，前四名分别获得5、3、2、1分；每队有两名选手参加3000米，前七名分别获得8、6、5、4、3、2、1分；每场预赛由不同国家的选手组成，总成绩最好的四队晋级接力，接力前四分别获得13、7、5、3分；一旦犯规，赋予0分。

## 比赛结果
| 项目 | 金牌                                                                                           | 银牌                                                                                   | 铜牌                                                                                               |
| 男子 | · 李准镐 · 金琪焄 · 蔡智薰 · 全在茂 · 李成旭                                                   | 加拿大 · 弗雷德里克·布莱克本 · 德里克·坎贝尔 · 马克·加尼翁 · 丹尼斯·穆罗 · 史蒂芬·高夫 | 義大利 · 米尔科·维耶尔曼 · 奥拉齐奥·法戈内 · 胡戈·赫恩霍夫 · 毛里齐奥·卡尔尼诺 · 迭戈·卡塔尼       |
| 女子 | 加拿大 · 安热拉·屈特罗纳 · 伊莎贝尔·沙雷 · 克里斯蒂娜·布德里亚 · 茜尔维·戴格尔 · 纳塔莉·朗贝尔 | · 元蕙敬 · 全利卿 · 金良熙 · 金润美 · 金昭希                                           | 義大利 · 马里内拉·坎克利尼 · 芭芭拉·巴尔迪塞拉 · 卡蒂亚·莫斯科尼 · 卡蒂亚·科尔图里 · 玛拉·乌尔巴尼 |

## 积分排名

### 男子
| 排名 | 国家   | 分数 |
| ---- | ------ | ---- |
| 金牌 |        | 59   |
| 銀牌 | 加拿大 | 54   |
| 銅牌 | 義大利 | 40   |
| 4    | 美国   | 31   |
| 5    | 日本   | 22   |
| 6    | 挪威   | 17   |
| 7    | 英国   | 12   |

### 女子
| 排名 | 国家   | 分数 |
| ---- | ------ | ---- |
| 金牌 | 加拿大 | 61   |
| 銀牌 |        | 46   |
| 銅牌 | 義大利 | 34   |
| 4    | 美国   | 32   |
| 5    | 荷蘭   | 24   |
| 6    | 日本   | 14   |

## 另请参阅
- 1994年世界青年短道速滑锦标赛
- 1994年世界短道速滑锦标赛
- 1994年冬季奥林匹克运动会短道速滑比赛